# Awata no Mahito
Awata no Mahito est un nom japonais traditionnel ; le nom de famille (ou le nom d'école), Awata, précède donc le prénom (ou le nom d'artiste).
Awata no Mahito (粟田 真人, ? – 28 février 719) est un noble japonais de la période Asuka et du début de l'époque de Nara.

## Biographie
La famille Awata au sein de laquelle naît Mahito est basée dans la province de Yamashiro et descend des clans Wani (和珥氏) et Kasuga (春日氏).
En 681, Mahito se voit conférer le rang de 小錦下 (shōkin-ge), correspondant à celui de 5e rang junior inférieur (従五位下) du système de rang de cour du ritsuryō. Avec l'établissement du système yakusa no kabane en 684, il gagne le titre d'ason. En 689, il est nommé vice directeur du dazaifu. Il acquiert une expérience à divertir les invités d'honneur d'autres pays. Il participe à la préparation du code de Taihō avec le prince Osakabe et Fujiwara no Fuhito et se voit promu à la tête du Ministère des Affaires populaires en 701. Mahito est également nommé diplomate en chef lors d'une mission dans la Chine des Tang et reçoit une épée de cérémonie 節刀 (settō) de l'empereur Tenmu comme symbole de son commandement. C'est la première fois qu'une telle épée est accordée et l'honneur se répétera pour d'autres émissaires à Tang et des généraux importants.
Au milieu de l'année 702, il est promu sangi et un mois plus tard repart en Chine accompagné de Yamanoue no Okura et du moine Dōji (道慈), emportant avec lui le code de Taihō. Il s'agit de la première mission diplomatique japonaise en Chine depuis que les deux pays se sont opposés à la bataille de Baekgang. En plus de rétablir des relations normales, la mission permet également la continuation du ritsuryo et offre l'occasion d'informer la Chine du changement de nom du Japon de 倭 (Yamato) pour 日本 (Nihon). Arrivés à Chang'an l'année suivante, les émissaires ont l'honneur d'une audience avec l'impératrice consort Wu. Les Chinois considèrent Mahito comme un homme équilibré et élégant, érudit et familier des classiques chinois, et il reçoit un poste temporaire au sein du gouvernement grâce à l'impératrice.
En 704, la mission retourne au Japon, avec quelques Japonais retenus prisonniers depuis la bataille de Baekgang. Mahito est récompensé par l'attribution de terres dans la province de Yamato. Il est rapidement promu au rang de chūnagon pour mettre les connaissances qu'il a acquises en Chine au service de la préparation de la réforme Keiun (ja) du ritsuryō.
Il est titulaire d'autres positions, dont celle de directeur du dazaifu, avant d'être promu au troisième rang senior de cour (正三位) en 715 et meurt en février 719.

## Source de la traduction
- (en) Cet article est partiellement ou en totalité issu de l’article de Wikipédia en anglais intitulé « Awata no Mahito » (voir la liste des auteurs).